# العلاقات العراقية الكرواتية
العلاقات العراقية الكرواتية هي العلاقات الثنائية التي تجمع بين العراق وكرواتيا.

## مقارنة بين البلدين
هذه مقارنة عامة ومرجعية للدولتين:
| وجه المقارنة                                              | العراق                       | كرواتيا                                                  |
| --------------------------------------------------------- | ---------------------------- | -------------------------------------------------------- |
| المساحة (كم2)                                             | 437.07 ألف                   | 56.59 ألف                                                |
| عدد السكان (نسمة)                                         | 38.27 مليون                  | 4.11 مليون                                               |
| الكثافة السكانية (ن./كم²)                                 | 87.56                        | 72.63                                                    |
| العاصمة                                                   | بغداد                        | زغرب                                                     |
| اللغة الرسمية                                             | اللغة العربية، اللغة الكردية | اللغة الكرواتية                                          |
| العملة                                                    | دينار عراقي                  | كونا كرواتية                                             |
| الناتج المحلي الإجمالي (بليون دولار)                      | 197.72 مليار                 | 54.85 مليار                                              |
| الناتج المحلي الإجمالي (تعادل القوة الشرائية) بليون دولار | 560.73 مليار                 | 94.64 مليار                                              |
| الناتج المحلي الإجمالي الاسمي للفرد دولار أمريكي          | 4.94 ألف                     | 11.54 ألف                                                |
| الناتج المحلي الإجمالي للفرد دولار أمريكي                 | 15.06 ألف                    | 21.64 ألف                                                |
| مؤشر التنمية البشرية                                      | 0.654                        | 0.818                                                    |
| رمز المكالمات الدولي                                      | +964                         | +385                                                     |
| رمز الإنترنت                                              | .iq                          | .hr                                                      |
| المنطقة الزمنية                                           | ت ع م+03:00، ت ع م+04:00     | توقيت وسط أوروبا، ت ع م+01:00، ت ع م+02:00، أوروبا/زغرب ‏ |

## منظمات دولية مشتركة
يشترك البلدان في عضوية مجموعة من المنظمات الدولية، منها:
| علم المنظمة | اسم المنظمة                        | تاريخ انضمام العراق | تاريخ انضمام كرواتيا |
| ----------- | ---------------------------------- | ------------------- | -------------------- |
|             | مؤسسة التنمية الدولية              | 29 ديسمبر 1960      | 25 فبراير 1993       |
|             | يونسكو                             | 21 أكتوبر 1948      | 1 يونيو 1992         |
|             | وكالة ضمان الاستثمار متعدد الأطراف | 6 أكتوبر 2008       | 19 مارس 1993         |
|             | الأمم المتحدة                      | 21 ديسمبر 1945      | 22 مايو 1992         |
|             | الاتحاد البريدي العالمي            | ?                   | ?                    |
|             | البنك الدولي للإنشاء والتعمير      | 27 ديسمبر 1945      | 25 فبراير 1993       |
|             | الاتحاد الدولي للاتصالات           | 12 نوفمبر 1928      | 3 يونيو 1992         |
|             | منظمة حظر الأسلحة الكيميائية       | ?                   | ?                    |
|             | مؤسسة التمويل الدولية              | 27 ديسمبر 1956      | 25 فبراير 1993       |
|             | منظمة الشرطة الجنائية الدولية      | ?                   | ?                    |

## وصلات خارجية
- موقع وزارة الخارجية العراقية
- موقع وزارة الخارجية الكرواتية